# Epitaph Records
Epitaph ist ein unabhängiges Punk-Label aus dem kalifornischen Los Angeles, das 1981 von dem Bad-Religion-Gitarristen Brett Gurewitz gegründet wurde und auf dem vornehmlich Skatepunk- und Melodic-Hardcore-Veröffentlichungen erschienen. In den letzten Jahren wurden aber vermehrt auch Interpreten anderer Musikrichtungen, wie Hip-Hop, Hardcore oder Indie-Rock unter Vertrag genommen.
Den Namen des Labels nahm Gurewitz vom Lied Epitaph der Band King Crimson.
Zu Epitaph gehören auch die Unter-Labels ANTI-Records und Hellcat Records. Außerdem war Epitaph für den Vertrieb des Blueslabels Fat Possum Records zuständig und besitzt 51 Prozent des schwedischen Labels Burning Heart Records.

## Geschichte
Die erste Veröffentlichung bei Epitaph war die erste EP von Bad Religion, welche bis 1993 bei Epitaph blieben. Die erste andere Band bei Epitaph neben Bad Religion waren The Vandals, die dort ihre erste EP Peace Thru Vandalism herausbrachten.
In den kommenden Jahren nahm Epitaph viele später sehr erfolgreiche Bands wie NOFX, Pennywise, Down By Law oder The Offspring unter Vertrag. 1994 verließ Brett Gurewitz Bad Religion, unter anderem um sich ganz um Epitaph zu kümmern. Im Jahr 1994 erschien auch das Album Smash von The Offspring, das sich weltweit millionenfach verkaufte und einen explosionsartigen Erfolg für Epitaph bedeutete, so dass das Label kaum mehr mit der Produktion mitkam und auch ein größeres Geldpolster bekam, was die weitere Entwicklung des Labels zum heute größten Punklabel der Welt sehr vereinfachte.
Epitaph hat sich heute zu einem größeren Unternehmen mit zahlreichen Angestellten entwickelt. 2001 stieg Gurewitz wieder bei Bad Religion ein, und die Band kehrte vom Major-Label zurück zu Epitaph.
Inzwischen wurde auch eine europäische Epitaph-Niederlassung in Amsterdam namens Epitaph Europe, auch Eurotaph genannt, gegründet, die die amerikanischen Platten in Europa sowie Platten europäischer Bands veröffentlicht, wie die deutschen Terrorgruppe und Beatsteaks oder die niederländischen De Heideroosjes und I Against I.
Das Label veröffentlicht seit 2004 vereinzelt auch Hip-Hop-Platten. Seit den 2010er Jahren stehen einige internationale Größen des Metalcore bei Epitaph unter Vertrag, wie Architects, Parkway Drive oder zwischenzeitlich auch Bring Me the Horizon. Ferner sind vier der fünf Bands von The Wave – einer losen Gruppierung von Post-Hardcore-Bands – bei Epitaph (Touché Amoré, La Dispute, Pianos Become the Teeth und Defeater).

## Bands
Einige der bekanntesten Bands, die bei Epitaph und seinen Unterlabels Platten veröffentlicht haben:
- 98 Mute
- Alesana
- Alkaline Trio
- ALL
- Agnostic Front
- Architects
- Atmosphere
- Bad Religion
- Beatsteaks
- Bouncing Souls
- Bring Me the Horizon
- Busdriver
- Converge
- Death by Stereo
- Descendents
- The Dillinger Escape Plan
- The Distillers
- Down by Law
- The Draft
- Dropkick Murphys
- Escape the Fate
- Farewell
- Falling in Reverse
- Green Day
- Guttermouth
- The Hives
- Horrorpops
- Hot Water Music
- I Am Ghost
- I Set My Friends on Fire
- Leathermouth
- Letlive.
- L7
- Madball
- Matchbook Romance
- The Matches
- Millencolin
- Molotov Solution
- New Found Glory
- NOFX
- The Offspring
- Our Last Night
- Parkway Drive
- Pennywise
- Pianos Become the Teeth
- Pulley
- Raised Fist
- Rancid
- The Robocop Kraus
- Sage Francis
- Sing It Loud
- Sleeping with Sirens
- SNFU
- Story of the Year
- Social Distortion
- Ten Foot Pole
- Terrorgruppe
- The Blackout
- The Fumes
- The Ghost Inside
- The Interrupters
- The Vandals
- The Weakerthans
- Thursday
- Tom Waits
- Turbonegro
- Weezer
- Zeke
- The Joykiller

## Partnerlabels
Mit diesen Labels hat Epitaph verschiedene Kooperationen über den weltweiten Vertrieb o. ä. geschlossen.
- ANTI-Records
- Burning Heart Records
- Hellcat Records
- Fat Possum Records